# Aloysius Bourgois
Aloysius Bourgois, deuxième supérieur général des Frères de la charité de Gand, naquit à Gand le 5 juillet 1796 et y mourut le 25 novembre 1874. 

## Biographie
Le Gantois Pieter Bourgois était le fils de Frans Bourgois et de Kathelijne Wijngaert. Il entra chez les Frères de la charité de Gand en 1818 et prit le nom en religion d'Aloysius. Il prononça ses vœux perpétuels le 21 juillet 1819.
Il prit la direction de l'école pour garçons de la Bijloke tout en poursuivant ses études qui lui firent obtenir le certificat d'aptitude exigé des enseignants dans le royaume uni des Pays-Bas.
En 1822 il fut promu maître des novices et assistant du supérieur Bernard De Noter.
Le chanoine Pierre-Joseph Triest vit en lui l'homme apte à fonder une école pour garçons sourds et muets et l'envoya à Groningue pour y suivre une formation à cet effet. En 1825 il ouvrit et dirigea l'école. Il garda le poste de premier assistant auprès du supérieur général, tandis que Triest le formait afin qu'il puisse se préparer à prendre des responsabilités encore plus importantes.

## Supérieur général
La mort du Frère De Noter fut suivi d'élections qui résultèrent en une majorité des voix pour le Frère Aloysius, qui fut dès lors installé en tant que supérieur général. Sous sa direction la Congrégation connut une croissance régulière. Lors de son élection, la Congrégation comptait 126 membres, et en 1857 lorsqu'il fêta son jubilé de 25 ans de supériorat, ils étaient. Rien qu'au cours des dix premières années après son élection, il avait fondé dix nouvelles fondations.
Ses responsabilités étaient nombreuses. Il devait s'occuper activement de la formation des jeunes frères, nombreux à se présenter. Chaque nouvelle fondation exigeait de nombreuses discussions et pourparlers en premier lieu dans le chef du supérieur, qui à chaque fois devait être très attentif à examiner les possibilités financières. Les accords se réalisaient en règle générale avec les pouvoirs locaux lorsque la congrégation acceptait de prendre la direction d'une école ou hôpital. Au fur et à mesure des antagonismes politiques entre cléricaux et libéraux, les difficultés s'envenimèrent.

## Problèmes internes
À partir de 1859 la Congrégation eut à redouter des interventions de la part du diocèse de Gand. La Congrégation était une fondation de droit diocésain, sous la juridiction de l'évêque diocésain. Le chanoine Triest ainsi que l’aumônier général De Decker, ainsi que Berrnard De Noter s'étaient toujours parfaitement bien entendus avec les évêques de Gand et leurs collaborateurs et n'avaient éprouvé que peu ou pas d'ingérence.
Lorsque toutefois De Decker fut remplacé par Theo De Cock, Mgr Louis-Joseph Delebecque (1798-1864) voulut que celui-ci jouât un rôle prépondérant dans la direction de la Congrégation, tout en réduisant le supérieur-général dans un rôle plus subalterne.
En 1862 l'évêque modifia encore davantage les statuts. Désormais le supérieur-général ne pourrait plus diriger la Congrégation pendant plus de deux termes. Il ne pouvait en outre plus cumuler le supériorat-général avec la direction  d'une des succursales. Alors que jusque-là tous les frères étaient électeurs, leur nombre fut réduit à deux membres par communauté. Le nombre était de ce fait réduit de 200 électeurs à une vingtaine. Lors de l'élection d'un nouveau supérieur, l'élu ne serait plus celui ayant obtenu le plus de voix, mais il devrait obtenir une majorité, si nécessaire après ballotage.
Lors de nouvelles élections, Bourgois ne pouvait dès lors plus être candidat. Son successeur fut Gregorius Banckaert. Mgr Delebecque vint présider l'élection et veilla à ce que tout se déroulât en accord avec ses directives.

## À nouveau supérieur
Trois ans plus tard, lors de nouvelles élections, l'évêque vint à nouveau présider. Mgr Delebecque étant décédé l'année précédente, se fut son successeur l'évêque Hendrik-Frans Bracq (1804-1888) qui se présenta auprès des Frères. Personne au sein de la Congrégation ne s'étonna de ce que le frère Bourgois fut brillamment élu, démontrant ainsi non seulement que les frères l'estimaient être le meilleur, mais aussi qu'ils n'appréciaient guère l'ingérence de l'évêque du lieu.
En 1868 le jubilé des cinquante ans du supérieur fut chaleureusement fêté. Lors de l'hommage rendu au supérieur général, un poème fut déclamé, composé spécialement par le poète Guido Gezelle. Dans chaque communauté, les frères s'employèrent à fêter le supérieur. Après quarante années de direction sous Bourgois, la Congrégation s'était fortement développée et de nouvelles fondations avaient eu lieu, tant en Belgique qu'à l'étranger. Les frères se rendaient compte que leur supérieur avait connu des difficultés et avait été dans l'obligation de défendre leurs activités, tant auprès des autorités civiles qu'ecclésiastiques. 
À l'automne de l'année 1868 il y eut à nouveau une élection, présidée par l'évêque. Bourgois obtint une grande majorité dès le premier tour. Les disputes avec le pouvoir diocésain s'évanouirent et le soutien inébranlable pour le supérieur-général se manifesta auprès du directeur spirituel, le chanoine De Decker (revenu après le départ De Groote).
L'âge et les infirmités venant, le Père Bourgois ne se représenta plus en 1871. Il contribua toutefois jusqu'à sa mort à diriger la congrégation en tant qu'un des conseillers principaux de son successeur.

## Littérature
- Koenraad REICHGELT, De Broeders van Liefde I, 1807-1876, Gent, 1957.
- Uit vroeger dagen... Huishoudelijke zorgen voor Vader Aloysius, in: Helpende Handen
- René STOCKMAN, Liefde in actie. 200 jaar Broeders van Liefde, Leuven, 2006.